# 多伊茨

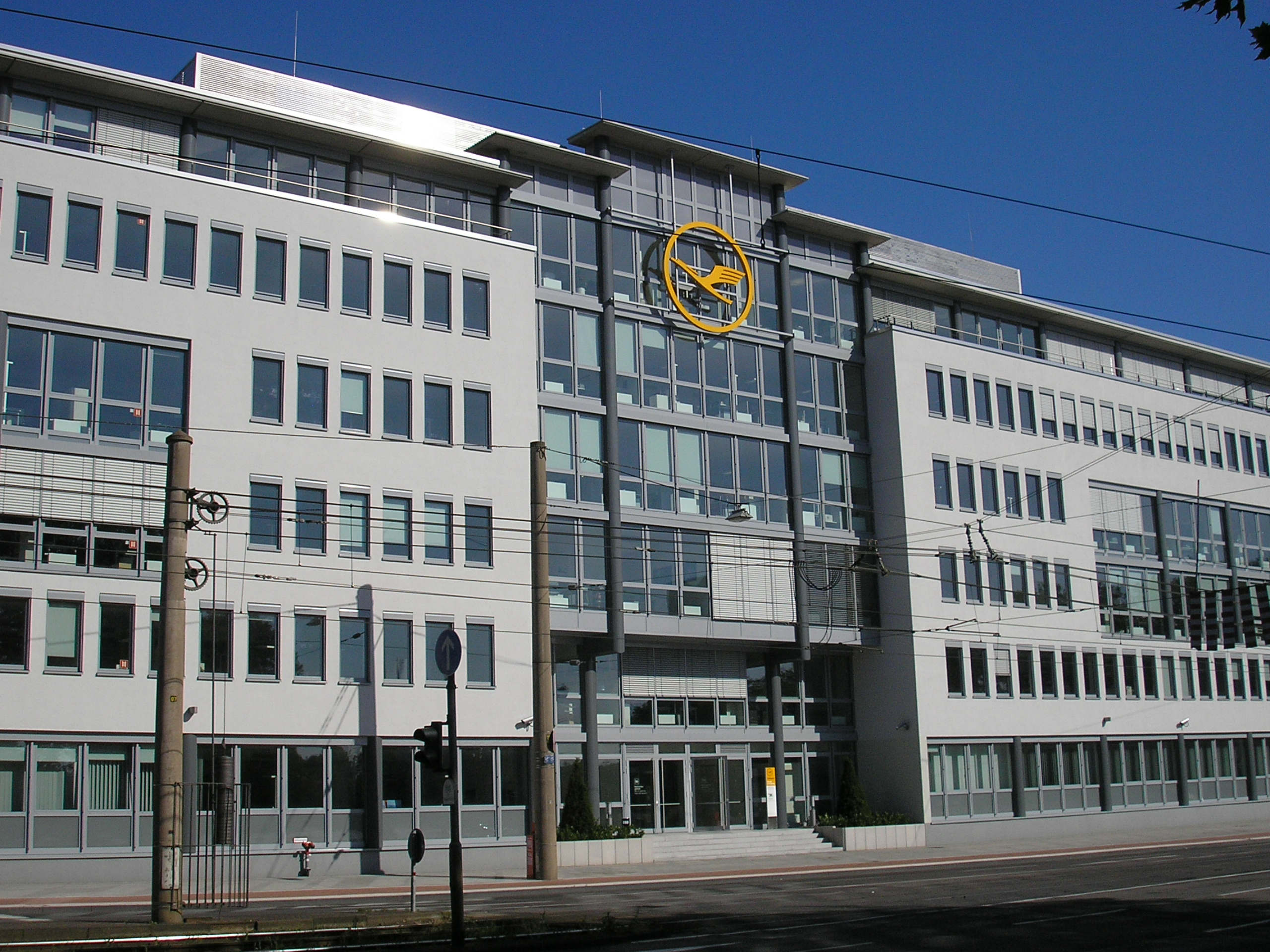
汉莎航空的总部大门

多伊茨（Deutz）是德国科隆内城区的一个分区，位于莱茵河右岸，科隆老城的对面，历史上曾经是一个独立的城镇。
汉莎航空的总部设于多伊茨。

## 历史
多伊茨由罗马皇帝君士坦丁大帝创建于公元310年，当时是一座军营，位于克劳蒂亚·阿格里皮娜殖民地的对岸。军营和城市由一座桥梁链接。在中世纪，多伊茨是中世纪德国一个重要的教育中心。它位于莱茵河右岸，科隆的对岸。重要的多伊茨修道院拥有许多有影响的神学家。

## 现代
1888年，多伊茨被并入科隆。现在，它是科隆市中心位于莱茵河右岸的一部分，在行政上属于内城区。多伊茨是一个重要的商务中心和交通枢纽：毗邻莱茵公园、博览会、科隆展会/多伊茨车站，有许多政府机构设于多伊茨。
画家August Lemmer出生于多伊茨。